# ویژبیتسا (شهرستان رادوم)
ویژبیتسا (به لاتین: Wierzbica) یک روستا در لهستان است که در گمینا ویژبیتسا (استان ماسوویان) واقع شده‌است. ویژبیتسا ۱٬۹۰۰ نفر جمعیت دارد.